# برايس (كيبك)
برايس (بالإنجليزية: Price, Quebec)‏ هي معلم جغرافي و بلدية محلية في كيبيك تقع في كندا في لاميتيس. يقدر عدد سكانها بـ 1,673 نسمة ومساحتها 2.50 كم2 .

## أعلام
- جان لابوينت